# Carljohan Eriksson
Carljohan Daniel Viktor Eriksson (* 25. April 1995 in Helsinki) ist ein finnischer Fußballtorhüter, der beim FC Nordsjælland in Dänemark unter Vertrag steht.

## Karriere

### Verein
Carljohan Eriksson begann seine Karriere in seiner Heimatstadt beim HJK Helsinki. Zwischen 2012 und 2014 wurde der Torhüter zeitweise an den Klubi 04 verliehen, der als Reserve- und Nachwuchsverein von HJK dient. Nach einer weiteren Leihe zu PK-35 Vantaa, debütierte Eriksson im August 2014 für seinen Stammverein in der Veikkausliiga. Als Vertreter von Michael Tørnes absolvierte er sechs Spiele im Tor von Helsinki in der Saison 2014. Die Saison endete mit dem Gewinn der finnischen Meisterschaft. Im Januar 2015 wechselte Eriksson innerhalb von Helsinki zum Erstligaaufsteiger Helsingfors IFK. In der ersten Saison kam er auf 20 Spiele und teilte sich das Tor mit Mika Johansson, der 13 Ligaspiele absolvierte. Auch in den beiden folgenden Spielzeiten 2016 und 2017 musste sich Eriksson die Position im Tor mit Tomi Maanoja teilen. Am Ende des Jahres 2017 ging es für Helsingfors in die Relegation, die gegen den FC Honka Espoo verloren wurde. Nach dem Abstieg in die Kakkonen wechselte Erikkson im Januar 2018 zum schwedischen Zweitligisten Jönköpings Södra IF. In Jönköping blieb er in der Saison 2018 hinter Frank Pettersson Ersatztorhüter und absolvierte vier Ligaspiele. Nur ein Jahr später wechselte er weiter zum Aufsteiger Mjällby AIF. Dort wurde Eriksson Stammtorhüter und verhalf dem Verein zur Zweitligameisterschaft, womit der direkte Durchmarsch von der dritten in die erste Liga gelang. Auch in der Allsvenskan blieb Eriksson Stammtorhüter in Mjällby. In der Spielzeit 2021 hatte er seinen Stammplatz jedoch kurzzeitig im April und Mai an den von AIK Solna ausgeliehenen Samuel Brolin verloren. Im Januar 2022 wechselte Eriksson zum schottischen Erstligisten Dundee United, blieb aber in der Rückrunde Ersatztorhüter hinter Benjamin Siegrist. In der folgenden Saison bestritt er dann neun Ligapartien, wurde aber im Januar 2023 bis zum Saisonende an den FC Nordsjælland nach Dänemark verliehen. Am Ende der Saison übte der dänische Klub seine Kaufoption für den Torwart aus, der anschließend einen Dreijahresvertrag unterzeichnete.

### Nationalmannschaft
Von 2011 bis 2015 absolvierte der Torhüter insgesamt 23 Partien für diverse finnische Jugendauswahlen. Sein Debüt in der A-Nationalmannschaft gab Eriksson am 1. September 2021 in einem Freundschaftsspiel gegen Wales und blieb beim 0:0-Unentschieden im Olympiastadion von Helsinki ohne Gegentor.

## Erfolge
- Finnischer Meister: 2014
- Finnischer Pokalsieger: 2014